# Alexandre Falguière
Jean-Alexandre-Joseph Falguière (Tolosa, 7 settembre 1831 – Parigi, 19 aprile 1900) è stato un pittore e scultore francese di stile accademico.

## Biografia
Allievo dello scultore François Jouffroy, nel 1859 con Falguière si classificò primo - a pari merito con lo scultore Louis-Léon Cugnot - al prix de Rome per la scultura nel 1859, con bassorilievo intitolato "Mezenzio ferito, salvato dal coraggio di suo figlio Lauso" ispirato all'episodio del libro X dell'Eneide virgiliana. Ottenne pertanto una borsa di studio triennale che gli permise di soggiornare a Villa Medici a Roma. Nel 1882 venne nominato professore all'École delle Belle arti di Parigi (tra i suoi allievi si ricorda André Abbal) e membro dell'Accademia francese di belle arti (Académie des Beaux-Arts de l'Institut de France).

## Opere
- Ballerina (Cléo de Mérode), Parigi, Museo d'Orsay
- Vincitore al combattimento di galli, statua in bronzo, Parigi, Museo d'Orsay
- San Tarcisio, martire cristiano (1868), statua in marmo, Parigi, Museo d'Orsay
- San Giovanni Battista de La Salle (1875), statua in bronzo, Rouen
- L'Asia (1878), statua in ferro, Parigi, Museo d'Orsay: esposizione universale di Parigi del 1878, una delle sei sculture realizzate per la serie I sei Continenti per l'Esposizione Universale di Parigi del 1878
- Diana cacciatrice (1882), statua in marmo, Tolosa, Musée des Augustins
- Honoré de Balzac, statua in bronzo (1902)

## Galleria d'immagini

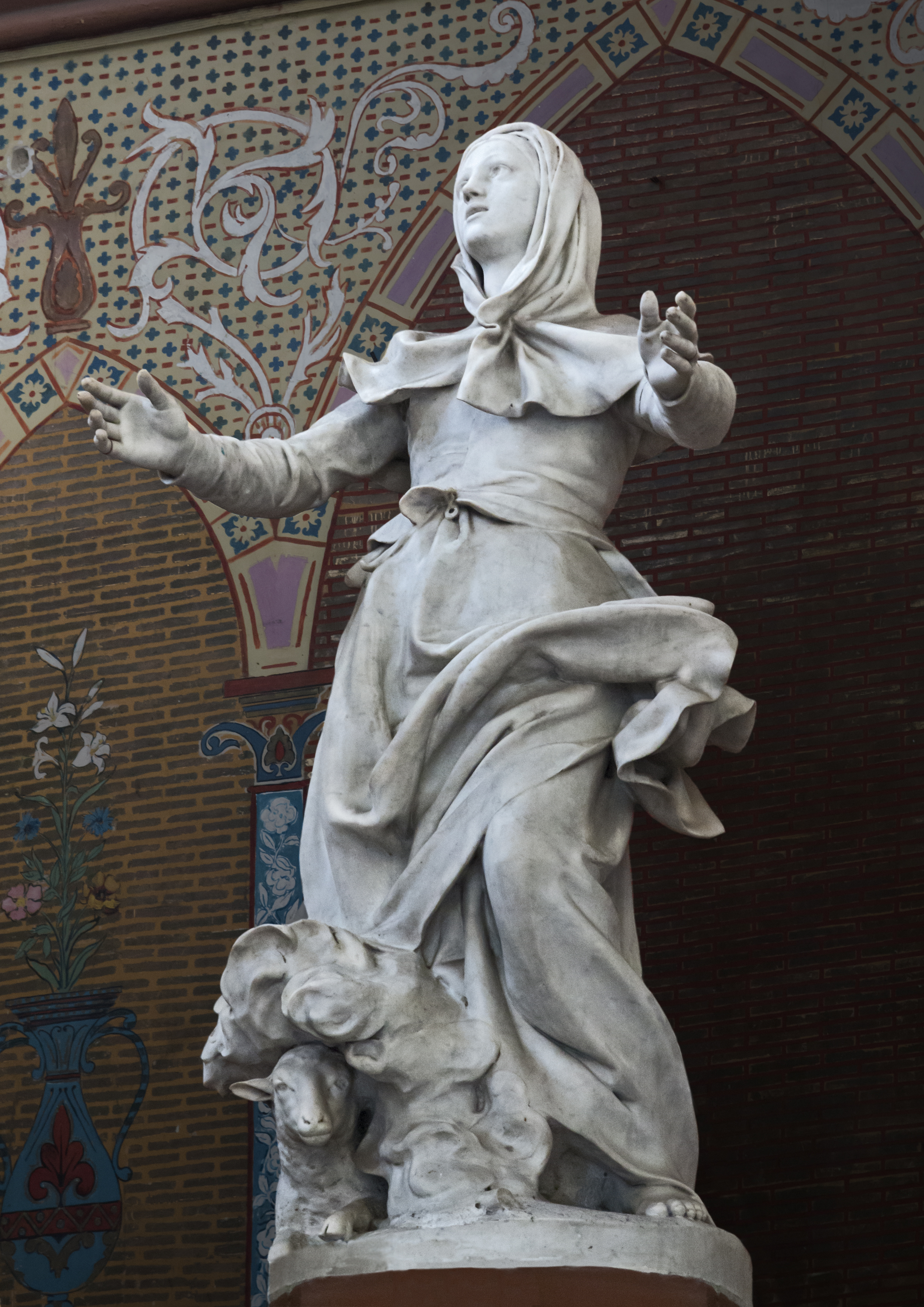
Germaine de Pibrac (1877) Toulouse
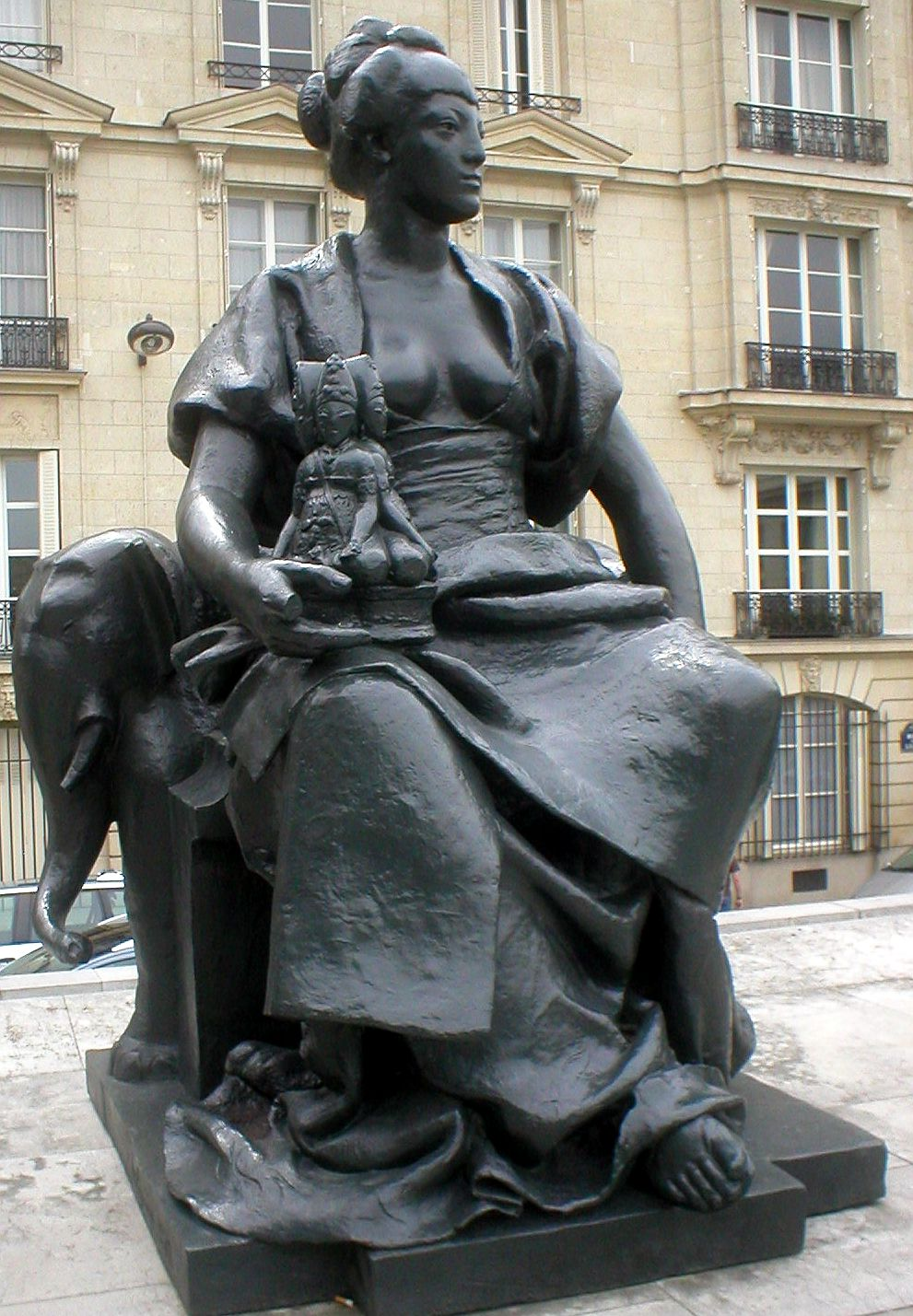
L'Asia (1878), Museo d'Orsay.
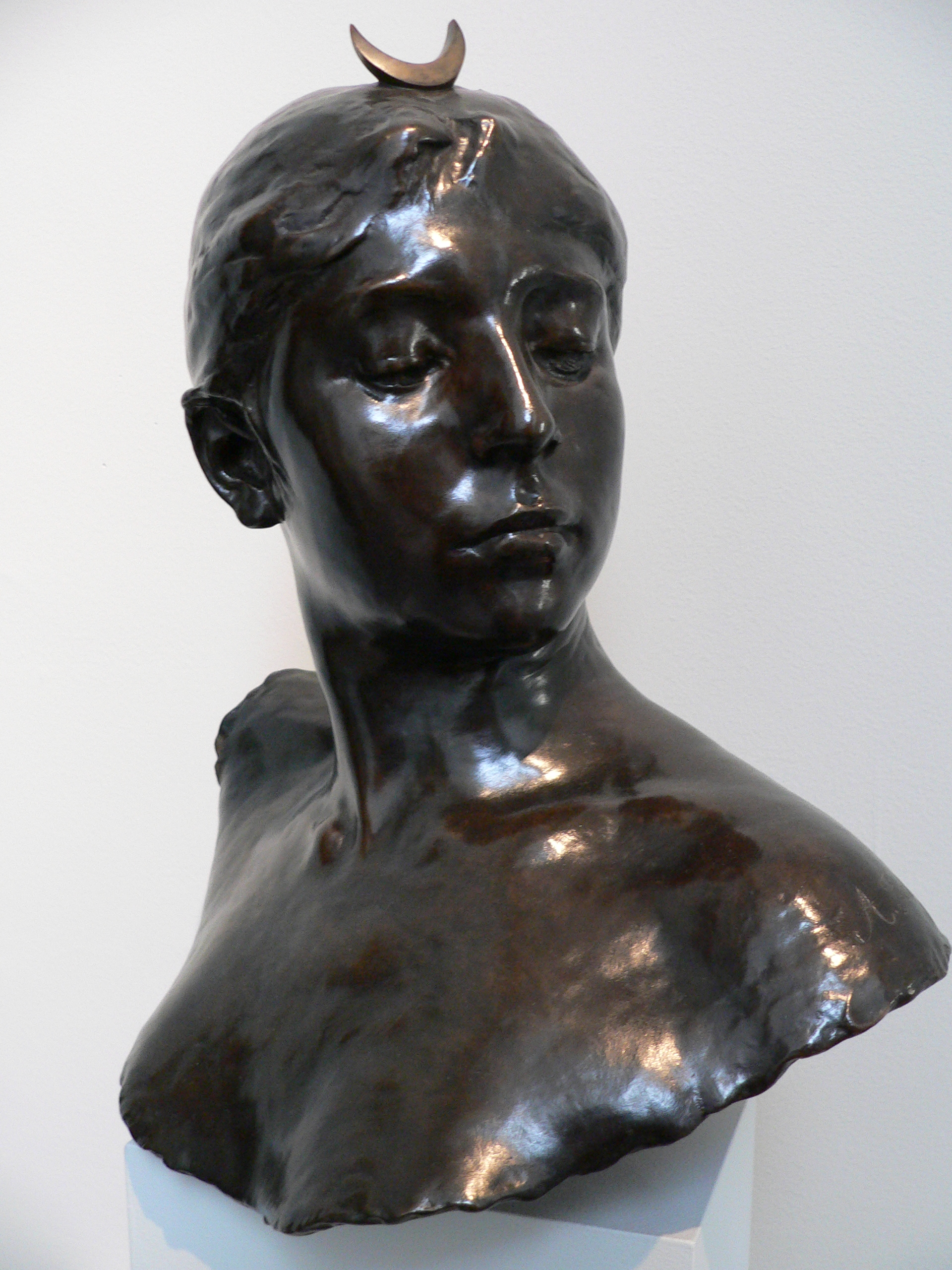
Diana, 1882, bronzo, Museo di Stanford, USA.